# (748) Simeïsa
(748) Simeïsa – planetoida z pasa głównego asteroid.

## Odkrycie
Została odkryta 14 marca 1913 roku w Obserwatorium Simejiz na górze Koszka na Półwyspie Krymskim przez Grigorija Nieujmina. Nazwa pochodzi od nazwy obserwatorium w którym ją odkryto. Przed nadaniem nazwy planetoida nosiła oznaczenie tymczasowe (748) 1913 RD.

## Orbita
(748) Simeïsa okrąża Słońce w ciągu 7 lat i 298 dni w średniej odległości 3,94 au. Planetoida ta należy do planetoid z rodziny Hilda, poruszających się po zbliżonych orbitach i pozostających w rezonansie 3:2 z Jowiszem.